# Auchenorrhyncha
Auchenorrhyncha podred Hemiptera sadrži većinu poznatih pripadnika onoga što se zvalo „Homoptera“ – grupe kao što su cikade, patuljasti cvrčci, gorbatke, Fulgoromorpha i Aphrophoridae. Lisne uši i štitaste vaši su drugi poznati pripadnici „Homoptera”, a nalaze se u podredu Sternorrhyncha.

## Klasifikacija
Debata i neizvesnost oko toga da li je Auchenorrhyncha monofiletska grupa ili ne su u toku; neki autori, verujući da nije, podelili su je u dva podreda, Clypeorrhyncha (= Cicadomorpha) i Archaeorrhyncha (= Fulgoromorpha). U poslednjih 10 godina, postojali su dokazi koji podržavaju monofiletsko tumačenje, a najnovija istraživanja pokazuju da su Auchenorrhyncha zapravo monofiletska loza. Klasifikacija Auchenorrhyncha je:
- Infrared Cicadomorpha (Clypeorrhyncha, Clypeata)
  - Nadfamilija Cercopoidea (spittlebugs, froghoppers)
    - Aphrophoridae
    - Cercopidae
    - Clastopteridae
    - Epipygidae
    - Machaerotidae

  - Nadfamilija Cicadoidea
    - Cicadidae (Platypediidae, Plautillidae, Tettigadidae, Tibicinidae)
    - Tettigarctidae (dlakave cikade)

  - Nadfamilija Membracoidea (Cicadelloidea)
    - Aetalionidae (Biturritiidae)
    - Cicadellidae (Eurymelidae, Hylicidae, Ledridae, Ulopidae, leafhoppers)
    - Melizoderidae
    - Membracidae (Nicomiidae)
    - Myerslopiidae (Cicadellidae, delom)
- Infrared Fulgoromorpha (Archaeorrhyncha)
  - Nadfamilija Fulgoroidea
    - Acanaloniidae
    - Achilidae
    - Achilixiidae
    - Caliscelidae
    - Cixiidae
    - Delphacidae
    - Derbidae
    - Dictyopharidae
    - Eurybrachyidae
    - Flatidae
    - Fulgoridae (lanternflies)
    - Gengidae
    - Hypochthonellidae
    - Issidae
    - Kinnaridae
    - Lophopidae
    - Meenoplidae
    - Nogodinidae
    - Ricaniidae
    - Tettigometridae
    - Tropiduchidae

## Spoljašnje veze
- World Auchenorrhyncha Database
- Bibliography of the Auchenorrhyncha of Central Europe
- DrMetcalf: a resource on cicadas, leafhoppers, planthoppers, spittlebugs, and treehoppers
- Photographic Atlas of the Planthoppers and Leafhoppers of Germany Архивирано 2021-02-16 на сајту
- Photographs of the Auchenorrhyncha of North and South America